# Salix morrisonicola
Salix morrisonicola là một loài thực vật có hoa trong họ Liễu. Loài này được Kimura miêu tả khoa học đầu tiên năm 1935.